# Hokej na trawie na Letnich Igrzyskach Olimpijskich 1976
Hokej na trawie na Letnich Igrzyskach Olimpijskich 1976 w Montrealu został rozegrany w dniach od 18 do 30 lipca 1976 na stadionie Molson Stadium. Rozegrano tylko turniej mężczyzn. Złoto przypadło laskarzom z Nowej Zelandii, srebro Australijczykom, a brąz reprezentantom Pakistanu. 

## Rezultaty

### Grupa A
| Drużyna      | Pkt | Mecze | Zwycięstwa | Remisy | Porażki | Bramki zdobyte | Bramki stracone |
| ------------ | --- | ----- | ---------- | ------ | ------- | -------------- | --------------- |
| 1. Holandia  | 10  | 5     | 5          | 0      | 0       | 11             | 3               |
| 2. Australia | 6   | 5     | 3          | 0      | 2       | 14             | 6               |
| 3. Indie     | 6   | 5     | 3          | 0      | 2       | 12             | 9               |
| 4. Malezja   | 4   | 5     | 2          | 0      | 3       | 3              | 7               |
| 5. Kanada    | 2   | 5     | 1          | 0      | 4       | 4              | 11              |
| 6. Argentyna | 2   | 5     | 1          | 0      | 4       | 4              | 12              |

| 18 lipca  |     |           |
| Indie     | 4:0 | Argentyna |
| Australia | 2:0 | Malezja   |
| 19 lipca  |     |           |
| Indie     | 1:3 | Holandia  |
| Australia | 3:0 | Kanada    |
| 20 lipca  |     |           |
| Holandia  | 2:0 | Malezja   |
| Argentyna | 1:3 | Kanada    |
| 21 lipca  |     |           |
| Indie     | 1:6 | Australia |
| Malezja   | 2:0 | Argentyna |
| 22 lipca  |     |           |
| Indie     | 3:0 | Kanada    |
| Australia | 1:2 | Holandia  |
| 23 lipca  |     |           |
| Holandia  | 1:0 | Argentyna |
| Malezja   | 1:0 | Kanada    |
| 24 lipca  |     |           |
| Indie     | 3:0 | Malezja   |
| Australia | 2:3 | Argentyna |
| 25 lipca  |     |           |
| Holandia  | 3:1 | Kanada    |

Dodatkowy mecz o 2. miejsce w grupie A
| 26 lipca  |     |       |                                      |
| Australia | 1:1 | Indie | W rzutach karnych 5:4 dla Australii. |

### Grupa B
| Drużyna          | Pkt | Mecze | Zwycięstwa | Remisy | Porażki | Bramki zdobyte | Bramki stracone |
| ---------------- | --- | ----- | ---------- | ------ | ------- | -------------- | --------------- |
| 1. Pakistan      | 7   | 4     | 3          | 1      | 0       | 16             | 6               |
| 2. Nowa Zelandia | 4   | 4     | 1          | 2      | 0       | 6              | 8               |
| 3. Hiszpania     | 4   | 4     | 1          | 2      | 0       | 9              | 7               |
| 4. RFN           | 3   | 4     | 1          | 1      | 2       | 10             | 10              |
| 5. Belgia        | 2   | 4     | 1          | 0      | 3       | 5              | 15              |

| 18 lipca      |     |               |
| Pakistan      | 5:0 | Belgia        |
| RFN           | 1:1 | Nowa Zelandia |
| 19 lipca      |     |               |
| Pakistan      | 2:2 | Hiszpania     |
| 20 lipca      |     |               |
| Hiszpania     | 1:1 | Nowa Zelandia |
| 21 lipca      |     |               |
| Pakistan      | 4:2 | RFN           |
| Nowa Zelandia | 2:1 | Belgia        |
| 22 lipca      |     |               |
| RFN           | 1:4 | Hiszpania     |
| 23 lipca      |     |               |
| Hiszpania     | 2:3 | Belgia        |
| 24 lipca      |     |               |
| Pakistan      | 5:2 | Nowa Zelandia |
| RFN           | 6:1 | Belgia        |

Dodatkowy mecz o 2. miejsce w grupie B
| 26 lipca  |     |               |
| Hiszpania | 0:1 | Nowa Zelandia |

### Play-offy

#### Mecz o miejsca 9–12
| 28 lipca |     |           |
| Belgia   | 3:2 | Argentyna |

#### Mecz o 9. miejsce
| 29 lipca |     |        |
| Belgia   | 3:2 | Kanada |

#### Mecze o miejsca 5–8
| 29 lipca  |     |         |
| Hiszpania | 2:1 | Malezja |

| 29 lipca |     |       |
| RFN      | 3:2 | Indie |

#### Mecz o 7. miejsce
| 30 lipca |     |         |
| Indie    | 2:0 | Malezja |

#### Mecz o 5. miejsce
| 30 lipca |     |           |
| RFN      | 9:1 | Hiszpania |

### Półfinały
| 28 lipca      |     |          |
| Nowa Zelandia | 2:1 | Holandia |
| Australia     | 2:1 | Pakistan |

### Mecz o 3. miejsce
| 30 lipca |     |          |
| Pakistan | 3:2 | Holandia |

### Finał
| 30 lipca      |     |           |
| Nowa Zelandia | 1:0 | Australia |

## Medaliści
| | | |
| Nowa Zelandia · Paul Ackerley · Jeff Archibald · Thur Borren · Alan Chesney · John Christensen · Greg Dayman · Tony Ineson · Barry Maister · Selwyn Maister · Trevor Manning · Alan McIntyre · Neil McLeod · Arthur Parkin · Mohan Patel · Ramesh Patel · Les Wilson | Australia · David Bell · Greg Browning · Ric Charlesworth · Ian Cooke · Barry Dancer · Douglas Golder · Robert Haigh · Wayne Hammond · Jim Irvine · Malcolm Poole · Robert Proctor · Graeme Reid · Ronald Riley · Trevor Smith · Terry Walsh | Pakistan · Rashid Abdul · Akhtar Rasool · Mahmood Arshad · Arshad Chaudhry · Khan Haneef · Islahuddin Siddique · Samiullah Khan · Hassan Manzoor · Manzoor Hussain · Munawwaruz Zaman · Zia Qamar · Nazim Salim · Shahnaz Sheikh · Saleem Sherwani · Iftikar Syed · Mudassar Syed |

## Zestawienie końcowe drużyn
| Poz. | Drużyna       |
| ---- | ------------- |
|      | Nowa Zelandia |
|      | Australia     |
|      | Pakistan      |
| 4    | Holandia      |
| 5    | RFN           |
| 6    | Hiszpania     |
| 7    | Indie         |
| 8    | Malezja       |
| 9    | Belgia        |
| 10   | Kanada        |
| 11   | Argentyna     |

## Strzelcy bramek
- Paul Litjens – 11 bramek
- Juan Amat,  Ronald Riley,  Wolfgang Strödter – 7 bramek
- Munawwaruz Zaman – 6 bramek
- Serge Dubois,  Manzoor Hussain,  Tony Ineson,  Surjit Singh – 4 bramki